# 10352 Kawamura
10352 Kawamura eller 1992 UO3 är en asteroid i huvudbältet som upptäcktes den 26 oktober 1992 av de båda japanska astronomerna Kazuro Watanabe och Kin Endate vid Kitami-observatoriet. Den är uppkallad efter Mikio Kawamura.
Asteroiden har en diameter på ungefär 7 kilometer.